# Woodsia canescens
Woodsia canescens är en hällebräkenväxtart som först beskrevs av Kze., och fick sitt nu gällande namn av Georg Heinrich Mettenius. Woodsia canescens ingår i släktet Woodsia och familjen Woodsiaceae. Inga underarter finns listade.